# Rostorangelav
Rostorangelav (Caloplaca ferruginea) är en lavart som först beskrevs av William Hudson, och fick sitt nu gällande namn av Theodor 'Thore' Magnus Fries. Rostorangelav ingår i släktet orangelavar och familjen Teloschistaceae.  Arten är reproducerande i Sverige. Inga underarter finns listade i Catalogue of Life.